# Erste Erdölquelle Festlandchinas
Der erste Erdölquelle Festlandchinas (chinesisch 中国大陆第一口油井, Pinyin Zhōngguó dàlù dì-yī kǒu yóujǐng) bzw. die ehemalige Yanyijing-Stätte (延一井旧址,  Yányījǐng jiùzhǐ) im Kreis Yanchang (延长县) der bezirksfreien Stadt Yan’an im Norden der Provinz Shaanxi ist der erste moderne Ölquelle auf chinesischem Boden. Er stammt aus dem Jahr 1907 der Zeit der Qing-Dynastie. Er gehörte der 1905 gegründeten staatseigenen Yangchang Petroleum Factory (延长石油官厂), der heutigen Shaanxi Yanchang Petroleum Limited Cooperation (延长石油集团|延长石油集团). Bereits aus dem Jahr 1303 der Zeit der Mongolen-Dynastie (Yuan-Dynastie) werden Ölbohrungen von dort berichtet. Bereits in der Qin- und Han-Zeit wurde dort Erdöl entdeckt. Die Quelle befindet sich auf dem Gelände der Schule Shiyou xiwang xiaoxueyuan (石油希望小学院).
Die ehemalige Yanyijing-Stätte (Yanyijing jiuzhi) steht seit 1996 auf der Liste der Denkmäler der Volksrepublik China (4-250).
Koordinaten: 36° 34′ 45,5″ N, 110° 0′ 1″ O